# 耿繼玄
耿繼玄（1468年—？），字顯之，直隸真定府晉州饒陽縣人，匠籍，明朝政治人物。

## 生平
弘治五年（1492年）壬子科順天鄉試第六十九名舉人。弘治九年（1496年）中式丙辰科會試第二百九十七名，三甲第一百九十一名進士。歷官署郎中，正德五年（1510年）十月升四川右参议。復除陕西右参议。

## 家族
曾祖耿士通；祖父耿榮，贈太僕寺主簿；父耿寧，太僕寺主簿。母李氏（封孺人）。具慶下。